# セブン・アンド・ザ・ラグド・タイガー
『セブン・アンド・ザ・ラグド・タイガー』（Seven and the Ragged Tiger）は、イギリスのロック・バンド、デュラン・デュランが1983年に発表した3作目のスタジオ・アルバム。

## 背景
バンドは初期の作品をプロデュースしたコリン・サーストンと決別し、ロキシー・ミュージック等との仕事で知られるイアン・リトルを共同プロデューサーに迎えたシングル「プリーズ・テル・ミー・ナウ（原題：Is There Something I Should Know?）」を発表した。そして、同曲のミキシングに貢献したアレックス・サドキン（ボブ・マーリーやグレイス・ジョーンズ等との仕事で知られる）も、本作の共同プロデューサーに起用された。
ソングライティング及びデモ・レコーディングは1983年3月に南フランスで開始され、リトルは本作のための曲作りに当たり、ロキシー・ミュージックのソングライティングの手法をバンドに伝授した。レコーディングはモントセラトのAir Studios、ミキシングはシドニーの301 Studioで行われた。
バンドはモントセラトでの作業後、1983年7月21日にロンドンのドミニオン・シアターでイギリス王室が主催したチャリティ・コンサートに出演し、23日にはバーミンガムのヴィラ・パークで開催されたチャリティ・コンサートにも参加して、その後シドニーへ移った。なお、サイモン・ル・ボンは『ミュージック・ライフ』誌1983年10月号のインタビューにおいて、1983年のうちに日本ツアーを行う意思を明かしていたが、本作制作の遅れにより延期された。
本作のタイトルに関して、ロジャー・テイラーは1983年のインタビューで「おとぎ話というか、冒険物語みたいなタイトル」「そんな深い意味はない」とコメントしており、サイモン・ル・ボンは2003年のインタビューで「大して良いタイトルじゃないね。『セブン』というのは、僕達と2人のマネージャーのことさ。『ラグド・タイガー』は、運を呼ぶんじゃないかって期待して付けた」と語っている。
ジョン・テイラーは、本作の音楽性に関して「リズムに関しては、ロジャー（・テイラー）も僕も、以前にくらべて、よりシンプルになっているし、今まで以上に、よりダンサブルになっているね」と語る一方、「メロディ自体は複雑になっている」と説明している。ジョンは「タイガー・タイガー」と「7番目の男」において、前作『リオ』（1982年）収録曲「悪夢の中の孤独」に引き続きフレットレスベースを弾いた。
ニック・ローズは、「ザ・リフレックス」をあくまでアルバム用の曲と捉えていたが、他のメンバーはシングル・ヒットの可能性があると考えて、最終的にはナイル・ロジャースによるリミックス・ヴァージョンが本作からの第3弾シングルとしてリリースされ、バンド2作目の全英1位シングル、そして初の全米1位シングルとなった。なお、シングル「ザ・リフレックス」のB面には、スティーヴ・ハーレイ&コックニー・レベルのカヴァー「メイク・ミー・スマイル」（1982年11月のハマースミス・オデオン公演におけるライヴ音源）が収録されており、このカヴァーは2010年発売のスペシャル・エディション盤のボーナス・ディスクにも収録された。「ユニオン・オブ・ザ・スネイク」は、デヴィッド・ボウイの曲「レッツ・ダンス」のバスドラムのリズム・パターンを元にして作られた。

## 反響
イギリスでは1983年12月3日付の全英アルバムチャートで初登場1位となり、2018年現在、バンド唯一の全英1位獲得アルバムとなっている。また、ニュージーランドのアルバム・チャートでも初登場1位となり、合計41週トップ50入り（うち9週トップ10入り）した。一方オランダでは、1983年12月17日付のアルバム・チャートで初登場42位となり、1984年に入ると一旦チャート圏外に消えるが、その後もロング・ヒットとなって、1984年6月9日から7月7日まで5週連続で1位を獲得した。
日本初回盤LP (EMS-91072)は1983年12月16日に発売され、オリコンLPチャートでは6位に達して、日本における初のトップ10アルバムとなった。アメリカでは、1984年2月11日付のBillboard 200で最高8位を記録し、前2作に引き続きトップ10入りした。

## 評価
東郷かおる子は『ミュージック・ライフ』1984年1月号のレビューにおいて「多少音をいじりすぎた感は否めず、その分だけ、このアルバムを1枚のレコードとして見ると印象がやや散漫になった。もう少しポップ・バンドとしての軽さと、親しみやすさもあって良かったのではないか」と評している。また、Mike DeGagneはオールミュージックにおいて5点満点中3.5点を付け「1982年の『リオ』ほど自由奔放なポップ/ロックの熱狂を味わえるわけでないことは事実だが、デュラン・デュランはシングル3作をトップ10に送り込み、本作を全英1位に導いた」と評している。

## 収録曲
特記なき楽曲はデュラン・デュラン作。8.はインストゥルメンタル。
サイド1
1. ザ・リフレックス – "The Reflex" – 5:29
2. ニュー・ムーン・オン・マンデイ – "New Moon on Monday" – 4:16
3. ひび割れた歩道 – "(I'm Looking For) Cracks in the Pavement" – 3:38
4. 賽は投げられた – "I Take the Dice" – 3:18
5. 罪と情熱 – "Of Crime and Passion" – 3:50

サイド2
1. ユニオン・オブ・ザ・スネイク（英語版） – "Union of the Snake" – 4:20
2. 運命の影 – "Shadows on Your Side" – 4:03
3. タイガー・タイガー – "Tiger Tiger" – 3:20
4. 7番目の男 – "The Seventh Stranger" – 5:22

### 2010年スペシャル・エディション盤ボーナス・ディスク
1. プリーズ・テル・ミー・ナウ – "Is There Something I Should Know?" – 4:11
2. フェイス・イン・ディス・カラー（色鮮やかに） – "Faith in This Colour" – 4:07
3. フェイス・イン・ディス・カラー（色鮮やかに）（オルタネイト・スロウ・ミックス） – "Faith in This Colour (Alternate Slow Mix)" – 4:06
4. シークレット・オクトーバー – "Secret Oktober" – 2:45
5. タイガー・タイガー（イアン・リトル・リミックス） – "Tiger Tiger (Ian Little Remix)" – 3:25
6. ザ・リフレックス（シングル・ヴァージョン） – "The Reflex (Single Version)" – 4:25
7. メイク・ミー・スマイル（ライヴ） – "Make Me Smile (Come Up and See Me)" (Steve Harley) – 4:58
8. ニュー・レリジョン（ライヴ・アット・ザ・LAフォーラム） – "New Religion (Live at The LA Forum 9/2/84)" – 5:47
9. ザ・リフレックス（ライヴ・アット・ザ・LAフォーラム） – "The Reflex (Live at The LA Forum 9/2/84)" – 5:59
10. プリーズ・テル・ミー・ナウ（モンスター・ミックス） – "Is There Something I Should Know? (Monster Mix)" – 6:40
11. ユニオン・オブ・ザ・スネイク（ザ・モンキー・ミックス） – "Union of the Snake (Monkey Mix)" – 6:26
12. ニュー・ムーン・オン・マンデイ（ダンス・ミックス） – "New Moon on Monday (Dance Mix)" – 6:03
13. ザ・リフレックス（ダンス・ミックス） – "The Reflex (Dance Mix)" – 6:35

## シングル
本作からのシングルのチャート最高順位を示す。
| タイトル                       | アメリカ | イギリス | オランダ | 日本 | ニュージーランド |
| ------------------------------ | -------- | -------- | -------- | ---- | ---------------- |
| ユニオン・オン・ザ・スネイク   | 3位      | 3位      | 17位     | 48位 | 3位              |
| ニュー・ムーン・オン・マンデイ | 10位     | 9位      | 28位     | 80位 | 32位             |
| ザ・リフレックス               | 1位      | 1位      | 1位      | 46位 | 6位              |

## 参加ミュージシャン
- サイモン・ル・ボン – ボーカル
- ニック・ローズ – キーボード
- アンディ・テイラー（英語版） – ギター
- ジョン・テイラー – ベース、フレットレスベース
- ロジャー・テイラー（英語版） – ドラムス

アディショナル・ミュージシャン
- アンディ・ハミルトン - サクソフォーン
- マーク・ケネディ - パーカッション
- Raphael DeJesus - パーカッション
- ミシェル・コブス - アディショナル・ボーカル(on #1, #6)
- B・J・ネルソン - アディショナル・ボーカル(on #1, #6)